# Danh sách loạt 7400
Họ 7400 hay 7400 series là họ mạch tích hợp transistor-transistor logic (TTL) phổ biến nhất của lớp mạch tích hợp TTL logic.
Texas Instruments phát triển họ này với số hiệu 74xx, với xx là 2 hoặc 3 chữ số. Nó đã được sử dụng để xây dựng các máy tính mini và mainframe hồi năm 1960 và 1970, và còn đứng vững đến ngày nay.
Họ 7400 đã được phát triển kế tiếp để nâng cao tính năng và tương thích. Các nhà sản xuất khác sử dụng ký hiệu thống nhất với 74xx để khẳng định tương thích chân nối với sản phẩm của Texas Instruments.

## Danh sách IC
| Mã hiệu  | Số PT | Mô tả | Datasheet                                                    |
| -------- | ----- | --- | ------------------------------------------------------------ |
| 7400     | 4     | quad 2-input cổng NAND | HC/HCT Lưu trữ ngày 26 tháng 2 năm 2015 tại Wayback Machine  |
| 741G00   | 1     | single 2-input cổng NAND | HC/HCT Lưu trữ ngày 3 tháng 7 năm 2015 tại Wayback Machine   |
| 7401     | 4     | quad 2-input NAND gate with open collector outputs                                                                                 |                                                              |
| 741G01   | 1     | single 2-input NAND gate với ngõ vào open drain                                                                                    |                                                              |
| 7402     | 4     | quad 2-input NOR gate | HC/HCT Lưu trữ ngày 12 tháng 5 năm 2012 tại Wayback Machine  |
| 741G02   | 1     | single 2-input NOR gate |                                                              |
| 7403     | 4     | quad 2-input NAND gate with open collector outputs                                                                                 | HC/HCT Lưu trữ ngày 12 tháng 5 năm 2012 tại Wayback Machine  |
| 741G03   | 1     | single 2-input NAND gate with open drain output                                                                                    |                                                              |
| 7404     | 6     | hex inverter | HC/HCT Lưu trữ ngày 16 tháng 12 năm 2011 tại Wayback Machine |
| 741G04   | 1     | single inverter |                                                              |
| 7405     | 6     | hex inverter with open collector outputs                                                                                           | HC Lưu trữ ngày 22 tháng 12 năm 2014 tại Wayback Machine     |
| 741G05   | 1     | single inverter with open drain output                                                                                             |                                                              |
| 7406     | 6     | hex inverter buffer/driver with 30 V open collector outputs                                                                        |                                                              |
| 741G06   | 1     | single inverting buffer/driver with open drain output                                                                              |                                                              |
| 7407     | 6     | hex buffer/driver with 30 V open collector outputs                                                                                 |                                                              |
| 741G07   | 1     | single non-inverting buffer/driver with open drain output                                                                          |                                                              |
| 7408     | 4     | quad 2-input AND gate | HC/HCT Lưu trữ ngày 26 tháng 2 năm 2015 tại Wayback Machine  |
| 741G08   | 1     | single 2-input AND gate |                                                              |
| 7409     | 4     | quad 2-input AND gate with open collector outputs                                                                                  |                                                              |
| 741G09   | 1     | single 2-input AND gate with open drain output                                                                                     |                                                              |
| 7410     | 3     | triple 3-input NAND gate | HC/HCT Lưu trữ ngày 2 tháng 12 năm 2012 tại Wayback Machine  |
| 7411     | 3     | triple 3-input AND gate | HC/HCT Lưu trữ ngày 21 tháng 4 năm 2015 tại Wayback Machine  |
| 7412     | 3     | triple 3-input NAND gate with open collector outputs                                                                               |                                                              |
| 7413     | 2     | dual Schmitt trigger 4-input NAND gate                                                                                             |                                                              |
| 7414     | 6     | hex Schmitt trigger inverter | HC/HCT Lưu trữ ngày 27 tháng 10 năm 2011 tại Wayback Machine |
| 741G14   | 1     | single Schmitt trigger inverter |                                                              |
| 7415     | 3     | triple 3-input AND gate with open collector outputs                                                                                |                                                              |
| 7416     | 6     | hex inverter buffer/driver with 15 V open collector outputs                                                                        |                                                              |
| 7417     | 6     | hex buffer/driver with 15 V open collector outputs                                                                                 |                                                              |
| 741G17   | 1     | single Schmitt-trigger buffer |                                                              |
| 7418     | 2     | dual 4-input NAND gate with Schmitt trigger inputs                                                                                 |                                                              |
| 7419     | 6     | hex Schmitt trigger inverter |                                                              |
| 7420     | 2     | dual 4-input NAND gate | HC/HCT Lưu trữ ngày 4 tháng 3 năm 2016 tại Wayback Machine   |
| 7421     | 2     | dual 4-input AND gate | HC Lưu trữ ngày 26 tháng 2 năm 2015 tại Wayback Machine      |
| 7422     | 2     | dual 4-input NAND gate with open collector outputs                                                                                 |                                                              |
| 7423     | 2     | expandable dual 4-input NOR gate with strobe                                                                                       |                                                              |
| 7424     | 4     | quad 2-input NAND gate gates with Schmitt trigger line-receiver inputs.                                                            |                                                              |
| 7425     | 2     | dual 4-input NOR gate with strobe                                                                                                  |                                                              |
| 7426     | 4     | quad 2-input NAND gate with 15 V open collector outputs                                                                            |                                                              |
| 7427     | 3     | triple 3-input NOR gate | HC/HCT Lưu trữ ngày 7 tháng 11 năm 2014 tại Wayback Machine  |
| 741G27   | 1     | single 3-input NOR gate |                                                              |
| 7428     | 4     | quad 2-input NOR buffer |                                                              |
| 7430     | 1     | 8-input NAND gate | HC/HCT Lưu trữ ngày 28 tháng 10 năm 2015 tại Wayback Machine |
| 7431     | 6     | hex delay elements |                                                              |
| 7432     | 4     | quad 2-input OR gate | HC/HCT Lưu trữ ngày 13 tháng 5 năm 2015 tại Wayback Machine  |
| 741G32   | 1     | single 2-input OR gate |                                                              |
| 7433     | 4     | quad 2-input NOR buffer with open collector outputs                                                                                |                                                              |
| 7434     | 6     | hex noninverters |                                                              |
| 7435     | 6     | hex noninverters with open-collector outputs                                                                                       |                                                              |
| 7436     | 4     | quad 2-input NOR gate (different pinout than 7402)                                                                                 |                                                              |
| 7437     | 4     | quad 2-input NAND buffer |                                                              |
| 7438     | 4     | quad 2-input NAND buffer with open collector outputs                                                                               |                                                              |
| 7439     | 4     | quad 2-input NAND buffer with open collector outputs, input and output terminals flipped, otherwise functionally identical to 7438 |                                                              |
| 7440     | 2     | dual 4-input NAND buffer |                                                              |
| 7441     | 1     | BCD to decimal decoder/Nixie tube driver                                                                                           |                                                              |
| 7442     | 1     | BCD to decimal decoder | HC/HCT Lưu trữ ngày 22 tháng 3 năm 2013 tại Wayback Machine  |
| 7443     | 1     | excess-3 to decimal decoder |                                                              |
| 7444     | 1     | excess-3-Gray code to decimal decoder                                                                                              |                                                              |
| 7445     | 1     | BCD to decimal decoder/driver |                                                              |
| 7446     | 1     | BCD to 7-segment display decoder/driver with 30 V open collector outputs                                                           |                                                              |
| 7447     | 1     | BCD to 7-segment decoder/driver with 15 V open collector outputs                                                                   |                                                              |
| 7448     | 1     | BCD to 7-segment decoder/driver with internal pullups                                                                              |                                                              |
| 7449     | 1     | BCD to 7-segment decoder/driver with open collector outputs                                                                        |                                                              |
| 7450     | 2     | dual 2-wide 2-input AND-OR-invert gate (one gate expandable)                                                                       |                                                              |
| 7451     | 2     | dual 2-wide 2-input AND-OR-invert gate                                                                                             |                                                              |
| 7452     | 1     | expandable 4-wide 2-input AND-OR gate                                                                                              |                                                              |
| 7453     | 1     | expandable 4-wide 2-input AND-OR-invert gate                                                                                       |                                                              |
| 7454     | 1     | 3-2-2-3-input AND-OR-invert gate                                                                                                   |                                                              |
| 7455     | 1     | 2-wide 4-input AND-OR-invert gate (74H version is expandable)                                                                      |                                                              |
| 7456     | 1     | 50:1 frequency divider |                                                              |
| 7457     | 1     | 60:1 frequency divider |                                                              |
| 7458     | 1     | 2-input & 3-input AND-OR gate | HC/HCT Lưu trữ ngày 12 tháng 5 năm 2012 tại Wayback Machine  |
| 7459     | 1     | 2-input & 3-input AND-OR-invert gate                                                                                               |                                                              |
| 7460     | 2     | dual 4-input expander |                                                              |
| 7461     | 3     | triple 3-input expander |                                                              |
| 7462     | 1     | 3-2-2-3-input AND-OR expander |                                                              |
| 7463     | 6     | hex current sensing interface gates                                                                                                |                                                              |
| 7464     | 1     | 4-2-3-2-input AND-OR-invert gate                                                                                                   |                                                              |
| 7465     | 1     | 4-2-3-2 input AND-OR-invert gate with open collector output                                                                        |                                                              |
| 7468     | 2     | dual 4-bit decade counters |                                                              |
| 7469     | 2     | dual 4-bit binary counters |                                                              |
| 7470     | 1     | AND-gated positive edge triggered J-K flip-flop with preset and clear                                                              |                                                              |
| 74H71    | 1     | AND-or-gated J-K master-slave flip-flop with preset                                                                                |                                                              |
| 74L71    | 1     | AND-gated R-S master-slave flip-flop with preset and clear                                                                         |                                                              |
| 7472     | 1     | AND gated J-K master-slave flip-flop with preset and clear                                                                         |                                                              |
| 7473     | 2     | dual J-K flip-flop with clear | HC Lưu trữ ngày 16 tháng 6 năm 2015 tại Wayback Machine      |
| 7474     | 2     | dual D positive edge triggered flip-flop with preset and clear                                                                     | HC/HCT Lưu trữ ngày 13 tháng 2 năm 2015 tại Wayback Machine  |
| 7475     | 1     | 4-bit bistable latch | HC Lưu trữ ngày 7 tháng 11 năm 2014 tại Wayback Machine      |
| 7476     | 2     | dual J-K flip-flop with preset and clear                                                                                           |                                                              |
| 7477     | 1     | 4-bit bistable latch |                                                              |
| 74H78    | 2     | dual positive pulse triggered J-K flip-flop with preset, common clock, and common clear                                            |                                                              |
| 74L78    | 2     | dual positive pulse triggered J-K flip-flop with preset, common clock, and common clear                                            |                                                              |
| 74LS78   | 2     | dual negative edge triggered J-K flip-flop with preset, common clock, and common clear                                             |                                                              |
| 7479     | 2     | dual D flip-flop |                                                              |
| 741G79   | 1     | single D-type flip-flop positive edge trigger non-inverting output                                                                 |                                                              |
| 7480     | 1     | gated full adder |                                                              |
| 741G80   | 1     | single D-type flip-flop positive edge trigger inverting output                                                                     |                                                              |
| 7481     | 1     | 16-bit random access memory |                                                              |
| 7482     | 1     | 2-bit binary full adder |                                                              |
| 7483     | 1     | 4-bit binary full adder |                                                              |
| 7484     | 1     | 16-bit random access memory |                                                              |
| 7485     | 1     | 4-bit magnitude comparator | HC/HCT Lưu trữ ngày 24 tháng 8 năm 2015 tại Wayback Machine  |
| 7486     | 4     | quad 2-input XOR gate | HC/HCT Lưu trữ ngày 4 tháng 3 năm 2016 tại Wayback Machine   |
| 741G86   | 1     | single 2-input exclusive-OR gate                                                                                                   |                                                              |
| 7487     | 1     | 4-bit true/complement/zero/one element                                                                                             |                                                              |
| 7488     | 1     | 256-bit read-only memory |                                                              |
| 7489     | 1     | 64-bit random access memory |                                                              |
| 7490     | 1     | decade counter (separate divide-by-2 and divide-by-5 sections)                                                                     |                                                              |
| 7491     | 1     | 8-bit shift register, serial In, serial out, gated input                                                                           |                                                              |
| 7492     | 1     | divide-by-12 counter (separate divide-by-2 and divide-by-6 sections)                                                               |                                                              |
| 7493     | 1     | 4-bit binary counter (separate divide-by-2 and divide-by-8 sections)                                                               | HC/HCT Lưu trữ ngày 3 tháng 3 năm 2016 tại Wayback Machine   |
| 7494     | 1     | 4-bit shift register, dual asynchronous presets                                                                                    |                                                              |
| 7495     | 1     | 4-bit shift register, parallel in, parallel out, serial input                                                                      |                                                              |
| 7496     | 1     | 5-bit parallel-in/parallel-out shift register, asynchronous preset                                                                 |                                                              |
| 7497     | 1     | synchronous 6-bit binary rate multiplier                                                                                           |                                                              |
| 741G97   | 1     | configurable multiple-function gate                                                                                                |                                                              |
| 7498     | 1     | 4-bit data selector/storage register                                                                                               |                                                              |
| 7499     | 1     | 4-bit bidirectional universal shift register                                                                                       |                                                              |
| 74100    | 2     | dual 4-bit bistable latch |                                                              |
| 74101    | 1     | AND-OR-gated J-K negative-edge-triggered flip-flop with preset                                                                     |                                                              |
| 74102    | 1     | AND-gated J-K negative-edge-triggered flip-flop with preset and clear                                                              |                                                              |
| 74103    | 2     | dual J-K negative-edge-triggered flip-flop with clear                                                                              |                                                              |
| 74104    | 1     | J-K master-slave flip-flop |                                                              |
| 74105    | 1     | J-K master-slave flip-flop |                                                              |
| 74106    | 2     | dual J-K negative-edge-triggered flip-flop with preset and clear                                                                   |                                                              |
| 74107    | 2     | dual J-K flip-flop with clear | HC/HCT Lưu trữ ngày 18 tháng 10 năm 2015 tại Wayback Machine |
| 74107a   | 2     | dual J-K negative-edge-triggered flip-flop with clear                                                                              |                                                              |
| 74108    | 2     | dual J-K negative-edge-triggered flip-flop with preset, common clear, and common clock                                             |                                                              |
| 74109    | 2     | dual J-Not-K positive-edge-triggered flip-flop with clear and preset                                                               | HC/HCT Lưu trữ ngày 17 tháng 6 năm 2012 tại Wayback Machine  |
| 74110    | 1     | AND-gated J-K master-slave flip-flop with data lockout                                                                             |                                                              |
| 74111    | 2     | dual J-K master-slave flip-flop with data lockout                                                                                  |                                                              |
| 74112    | 2     | dual J-K negative-edge-triggered flip-flop with clear and preset                                                                   | HC/HCT Lưu trữ ngày 4 tháng 3 năm 2016 tại Wayback Machine   |
| 74113    | 2     | dual J-K negative-edge-triggered flip-flop with preset                                                                             |                                                              |
| 74114    | 2     | dual J-K negative-edge-triggered flip-flop with preset, common clock and clear                                                     |                                                              |
| 74116    | 2     | dual 4-bit latch with clear |                                                              |
| 74118    | 6     | hex set/reset latch |                                                              |
| 74119    | 6     | hex set/reset latch |                                                              |
| 74120    | 2     | dual pulse synchronizer/drivers |                                                              |
| 74121    | 1     | monostable multivibrator |                                                              |
| 74122    | 1     | retriggerable monostable multivibrator with clear                                                                                  | HC/HCT Lưu trữ ngày 1 tháng 5 năm 2015 tại Wayback Machine   |
| 74123    | 2     | dual retriggerable monostable multivibrator with clear                                                                             | HC/HCT Lưu trữ ngày 1 tháng 5 năm 2015 tại Wayback Machine   |
| 741G123  | 1     | single retriggerable monostable multivibrator with clear                                                                           |                                                              |
| 74124    | 2     | dual voltage-controlled oscillator                                                                                                 |                                                              |
| 74125    | 4     | quad bus buffer with three-state outputs, negative enable                                                                          | HC/HCT Lưu trữ ngày 26 tháng 2 năm 2015 tại Wayback Machine  |
| 741G125  | 1     | buffer/line driver, three-state output with active low output enable                                                               |                                                              |
| 74126    | 4     | quad bus buffer with three-state outputs, positive enable                                                                          | HC/HCT Lưu trữ ngày 22 tháng 12 năm 2014 tại Wayback Machine |
| 741G126  | 1     | buffer/line driver, three-state output with active high output enable                                                              |                                                              |
| 74128    | 4     | quad 2-input NOR line driver |                                                              |
| 74130    | 4     | quad 2-input AND gate buffer with 30 V open collector outputs                                                                      |                                                              |
| 74131    | 4     | quad 2-input AND gate buffer with 15 V open collector outputs                                                                      |                                                              |
| 74132    | 4     | quad 2-input NAND Schmitt trigger                                                                                                  | HC/HCT Lưu trữ ngày 22 tháng 2 năm 2016 tại Wayback Machine  |
| 74133    | 1     | 13-input NAND gate |                                                              |
| 74134    | 1     | 12-input NAND gate with three-state output                                                                                         |                                                              |
| 74135    | 4     | quad exclusive-or/NOR gate |                                                              |
| 74136    | 4     | quad 2-input XOR gate with open collector outputs                                                                                  |                                                              |
| 74137    | 1     | 3 to 8-line decoder/demultiplexer with address latch                                                                               | HC Lưu trữ ngày 22 tháng 2 năm 2016 tại Wayback Machine      |
| 74138    | 1     | 3 to 8-line decoder/demultiplexer                                                                                                  | HC/HCT Lưu trữ ngày 1 tháng 4 năm 2015 tại Wayback Machine   |
| 74139    | 2     | dual 2 to 4-line decoder/demultiplexer                                                                                             | HC/HCT Lưu trữ ngày 6 tháng 11 năm 2015 tại Wayback Machine  |
| 74140    | 2     | dual 4-input NAND line driver |                                                              |
| 74141    | 1     | BCD to decimal decoder/driver for cold-cathode indicator/Nixie tube                                                                |                                                              |
| 74142    | 1     | decade counter/latch/decoder/driver for Nixie tubes                                                                                |                                                              |
| 74143    | 1     | decade counter/latch/decoder/7-segment driver, 15 ma constant current                                                              |                                                              |
| 74144    | 1     | decade counter/latch/decoder/7-segment driver, 15 V open collector outputs                                                         |                                                              |
| 74145    | 1     | BCD to decimal decoder/driver |                                                              |
| 74147    | 1     | 10-line to 4-line priority encoder                                                                                                 | HC/HCT Lưu trữ ngày 16 tháng 5 năm 2012 tại Wayback Machine  |
| 74148    | 1     | 8-line to 3-line priority encoder                                                                                                  |                                                              |
| 74150    | 1     | 16-line to 1-line data selector/multiplexer                                                                                        |                                                              |
| 74151    | 1     | 8-line to 1-line data selector/multiplexer                                                                                         | HC/HCT Lưu trữ ngày 23 tháng 4 năm 2015 tại Wayback Machine  |
| 74152    | 1     | 8-line to 1-line data selector/multiplexer                                                                                         |                                                              |
| 74153    | 2     | dual 4-line to 1-line data selector/multiplexer                                                                                    | HC/HCT Lưu trữ ngày 28 tháng 5 năm 2015 tại Wayback Machine  |
| 74154    | 1     | 4-line to 16-line decoder/demultiplexer                                                                                            | HC/HCT Lưu trữ ngày 9 tháng 2 năm 2015 tại Wayback Machine   |
| 74155    | 2     | dual 2-line to 4-line decoder/demultiplexer                                                                                        |                                                              |
| 74156    | 2     | dual 2-line to 4-line decoder/demultiplexer with open collector outputs                                                            |                                                              |
| 74157    | 4     | quad 2-line to 1-line data selector/multiplexer, noninverting                                                                      | HC/HCT Lưu trữ ngày 11 tháng 9 năm 2015 tại Wayback Machine  |
| 74158    | 4     | quad 2-line to 1-line data selector/multiplexer, inverting                                                                         | HC Lưu trữ ngày 4 tháng 3 năm 2016 tại Wayback Machine       |
| 74159    | 1     | 4-line to 16-line decoder/demultiplexer with open collector outputs                                                                |                                                              |
| 74160    | 1     | synchronous 4-bit decade counter with asynchronous clear                                                                           | HC/HCT Lưu trữ ngày 2 tháng 2 năm 2013 tại Wayback Machine   |
| 74161    | 1     | synchronous 4-bit binary counter with asynchronous clear                                                                           | HC/HCT Lưu trữ ngày 15 tháng 5 năm 2012 tại Wayback Machine  |
| 74162    | 1     | synchronous 4-bit decade counter with synchronous clear                                                                            | HC/HCT                                                       |
| 74163    | 1     | synchronous 4-bit binary counter with synchronous clear                                                                            | HC/HCT Lưu trữ ngày 21 tháng 9 năm 2015 tại Wayback Machine  |
| 74164    | 1     | 8-bit parallel-out serial shift register with asynchronous clear                                                                   | HC/HCT Lưu trữ ngày 19 tháng 3 năm 2015 tại Wayback Machine  |
| 74165    | 1     | 8-bit serial shift register, parallel Load, complementary outputs                                                                  | HC/HCT Lưu trữ ngày 19 tháng 3 năm 2015 tại Wayback Machine  |
| 74166    | 1     | parallel-Load 8-bit shift register                                                                                                 | HC/HCT Lưu trữ ngày 4 tháng 3 năm 2016 tại Wayback Machine   |
| 74167    | 1     | synchronous decade rate multiplier                                                                                                 |                                                              |
| 74168    | 1     | synchronous 4-bit up/down decade counter                                                                                           |                                                              |
| 74169    | 1     | synchronous 4-bit up/down binary counter                                                                                           |                                                              |
| 74170    | 1     | 4 by 4 register file with open collector outputs                                                                                   |                                                              |
| 74171    | 4     | quad D-type flip-flops with clear                                                                                                  |                                                              |
| 74172    | 1     | 16-bit multiple port register file with three-state outputs                                                                        |                                                              |
| 74173    | 4     | quad D flip-flop with three-state outputs                                                                                          | HC/HCT Lưu trữ ngày 19 tháng 11 năm 2012 tại Wayback Machine |
| 74174    | 6     | hex D flip-flop with common clear                                                                                                  | HC/HCT Lưu trữ ngày 4 tháng 3 năm 2016 tại Wayback Machine   |
| 74175    | 4     | quad D edge-triggered flip-flop with complementary outputs and asynchronous clear                                                  | HC/HCT Lưu trữ ngày 16 tháng 6 năm 2015 tại Wayback Machine  |
| 74176    | 1     | presettable decade (bi-quinary) counter/latch                                                                                      |                                                              |
| 74177    | 1     | presettable binary counter/latch                                                                                                   |                                                              |
| 74178    | 1     | 4-bit parallel-access shift register                                                                                               |                                                              |
| 74179    | 1     | 4-bit parallel-access shift register with asynchronous clear and complementary Qd outputs                                          |                                                              |
| 74180    | 1     | 9-bit odd/even parity bit generator and checker                                                                                    |                                                              |
| 74181    | 1     | 4-bit arithmetic logic unit and function generator                                                                                 |                                                              |
| 74182    | 1     | lookahead carry generator |                                                              |
| 74183    | 2     | dual carry-save full adder |                                                              |
| 74184    | 1     | BCD to binary converter |                                                              |
| 74185    | 1     | 6-bit binary to BCD converter |                                                              |
| 74186    | 1     | 512-bit (64x8) read-only memory with open collector outputs                                                                        |                                                              |
| 74187    | 1     | 1024-bit (256x4) read only memory with open collector outputs                                                                      |                                                              |
| 74188    | 1     | 256-bit (32x8) programmable read-only memory with open collector outputs                                                           |                                                              |
| 74189    | 1     | 64-bit (16x4) RAM with inverting three-state outputs                                                                               | F Lưu trữ ngày 4 tháng 3 năm 2016 tại Wayback Machine        |
| 74190    | 1     | synchronous up/down decade counter                                                                                                 |                                                              |
| 74191    | 1     | synchronous up/down binary counter                                                                                                 | HC/HCT Lưu trữ ngày 22 tháng 3 năm 2013 tại Wayback Machine  |
| 74192    | 1     | synchronous up/down decade counter with clear                                                                                      | HC/HCT                                                       |
| 74193    | 1     | synchronous up/down 4-bit binary counter with clear                                                                                | HC/HCT Lưu trữ ngày 22 tháng 12 năm 2014 tại Wayback Machine |
| 74194    | 1     | 4-bit bidirectional universal shift register                                                                                       | HC/HCT Lưu trữ ngày 21 tháng 4 năm 2015 tại Wayback Machine  |
| 74195    | 1     | 4-bit parallel-access shift register                                                                                               | HC                                                           |
| 74196    | 1     | presettable decade counter/latch                                                                                                   |                                                              |
| 74197    | 1     | presettable binary counter/latch                                                                                                   |                                                              |
| 74198    | 1     | 8-bit bidirectional universal shift register                                                                                       |                                                              |
| 74199    | 1     | 8-bit bidirectional universal shift register with J-Not-K serial inputs                                                            |                                                              |
| 74200    | 1     | 256-bit ram with three-state outputs                                                                                               |                                                              |
| 74201    | 1     | 256-bit (256x1) ram with three-state outputs                                                                                       |                                                              |
| 74206    | 1     | 256-bit ram with open collector outputs                                                                                            |                                                              |
| 74209    | 1     | 1024-bit (1024x1) ram with three-state output                                                                                      |                                                              |
| 74210    | 8     | octal buffer |                                                              |
| 74219    | 1     | 64-bit (16x4) RAM with noninverting three-state outputs                                                                            |                                                              |
| 74221    | 2     | dual monostable multivibrator with Schmitt trigger input                                                                           | HC/HCT Lưu trữ ngày 15 tháng 5 năm 2012 tại Wayback Machine  |
| 74222    | 1     | 16 by 4 synchronous FIFO memory with three-state outputs                                                                           |                                                              |
| 74224    | 1     | 16 by 4 synchronous FIFO memory with three-state outputs                                                                           |                                                              |
| 74225    | 1     | asynchronous 16x5 FIFO memory |                                                              |
| 74226    | 1     | 4-bit parallel latched bus transceiver with three-state outputs                                                                    |                                                              |
| 74227    | 1     | 64-bit fifo memories 16x4 |                                                              |
| 74228    | 1     | 64-bit fifo memories 16x4 open-collector outputs                                                                                   |                                                              |
| 74230    | 8     | octal buffer/driver with three-state outputs, true and complementary inputs                                                        |                                                              |
| 74231    | 8     | octal buffer and line driver with three-state outputs, G and /G complementary inputs                                               |                                                              |
| 74232    | 4     | quad NOR Schmitt trigger |                                                              |
| 74237    | 1     | 3-of-8 decoder/demultiplexer with address latch, active high outputs                                                               | HC Lưu trữ ngày 22 tháng 11 năm 2015 tại Wayback Machine     |
| 74238    | 1     | 3-of-8 decoder/demultiplexer, active high outputs                                                                                  | HC/HCT Lưu trữ ngày 31 tháng 10 năm 2014 tại Wayback Machine |
| 74239    | 2     | dual 2-of-4 decoder/demultiplexer, active high outputs                                                                             |                                                              |
| 74240    | 8     | octal buffer with Inverted three-state outputs                                                                                     | HC/HCT Lưu trữ ngày 1 tháng 5 năm 2015 tại Wayback Machine   |
| 74241    | 8     | octal buffer with noninverted three-state outputs                                                                                  | HC/HCT Lưu trữ ngày 22 tháng 2 năm 2016 tại Wayback Machine  |
| 74242    | 4     | quad bus transceiver with inverted three-state outputs                                                                             |                                                              |
| 74243    | 4     | quad bus transceiver with noninverted three-state outputs                                                                          | HC Lưu trữ ngày 15 tháng 5 năm 2012 tại Wayback Machine      |
| 74244    | 8     | octal buffer with noninverted three-state outputs                                                                                  | HC/HCT Lưu trữ ngày 18 tháng 2 năm 2015 tại Wayback Machine  |
| 74245    | 8     | octal bus transceiver with noninverted three-state outputs                                                                         | HC/HCT Lưu trữ ngày 1 tháng 5 năm 2015 tại Wayback Machine   |
| 74246    | 1     | BCD to 7-segment decoder/driver with 30 V open collector outputs                                                                   | LS Lưu trữ ngày 29 tháng 3 năm 2017 tại Wayback Machine      |
| 74247    | 1     | BCD to 7-segment decoder/driver with 15 V open collector outputs                                                                   | LS Lưu trữ ngày 29 tháng 3 năm 2017 tại Wayback Machine      |
| 74248    | 1     | BCD to 7-segment decoder/driver with Internal Pull-up outputs                                                                      | LS Lưu trữ ngày 29 tháng 3 năm 2017 tại Wayback Machine      |
| 74249    | 1     | BCD to 7-segment decoder/driver with open collector outputs                                                                        |                                                              |
| 74250    | 1     | 1 of 16 data selectors/multiplexers                                                                                                |                                                              |
| 74251    | 1     | 8-line to 1-line data selector/multiplexer with complementary three-state outputs                                                  | HC/HCT Lưu trữ ngày 15 tháng 5 năm 2012 tại Wayback Machine  |
| 74253    | 2     | dual 4-line to 1-line data selector/multiplexer with three-state outputs                                                           | HC/HCT Lưu trữ ngày 18 tháng 10 năm 2015 tại Wayback Machine |
| 74255    | 2     | dual 4-bit addressable latch |                                                              |
| 74256    | 2     | dual 4-bit addressable latch |                                                              |
| 74257    | 4     | quad 2-line to 1-line data selector/multiplexer with noninverted three-state outputs                                               | HC/HCT Lưu trữ ngày 19 tháng 10 năm 2015 tại Wayback Machine |
| 74258    | 4     | quad 2-line to 1-line data selector/multiplexer with Inverted three-state outputs                                                  | HC                                                           |
| 74259    | 1     | 8-bit addressable latch | HC/HCT Lưu trữ ngày 19 tháng 2 năm 2015 tại Wayback Machine  |
| 74260    | 2     | dual 5-input NOR gate |                                                              |
| 74261    | 1     | 2-bit by 4-bit parallel binary multiplier                                                                                          |                                                              |
| 74264    | 1     | look ahead carry generator |                                                              |
| 74265    | 4     | quad complementary output elements                                                                                                 |                                                              |
| 74266    | 4     | quad 2-input XNOR gate with open collector outputs                                                                                 |                                                              |
| 74268    | 6     | hex d-type latches three-state outputs, common output control, common enable                                                       |                                                              |
| 74270    | 1     | 2048-bit (512x4) read only memory with open collector outputs                                                                      |                                                              |
| 74271    | 1     | 2048-bit (256x8) read only memory with open collector outputs                                                                      |                                                              |
| 74273    | 1     | 8-bit register with reset | HC/HCT Lưu trữ ngày 16 tháng 6 năm 2015 tại Wayback Machine  |
| 74274    | 1     | 4-bit by 4-bit binary multiplier                                                                                                   |                                                              |
| 74275    | 1     | 7-bit slice Wallace tree |                                                              |
| 74276    | 4     | quad J-Not-K edge-triggered flip-flops with separate clocks, common preset and clear                                               |                                                              |
| 74278    | 1     | 4-bit cascadeable priority registers with latched data inputs                                                                      |                                                              |
| 74279    | 4     | quad set-reset latch |                                                              |
| 74280    | 1     | 9-bit odd/even parity bit generator/checker                                                                                        | HC/HCT Lưu trữ ngày 15 tháng 5 năm 2012 tại Wayback Machine  |
| 74281    | 1     | 4-bit parallel binary accumulator                                                                                                  |                                                              |
| 74282    | 1     | look-ahead carry generator with selectable carry inputs                                                                            |                                                              |
| 74283    | 1     | 4-bit binary full adder | HC Lưu trữ ngày 14 tháng 5 năm 2012 tại Wayback Machine      |
| 74284    | 1     | 4-bit by 4-bit parallel binary multiplier (low order 4 bits of product)                                                            |                                                              |
| 74285    | 1     | 4-bit by 4-bit parallel binary multiplier (high order 4 bits of product)                                                           |                                                              |
| 74286    | 1     | 9-bit parity generator/checker with bus driver parity I/O port                                                                     |                                                              |
| 74287    | 1     | 1024-bit (256x4) programmable read-only memory with three-state outputs                                                            |                                                              |
| 74288    | 1     | 256-bit (32x8) programmable read-only memory with three-state outputs                                                              |                                                              |
| 74289    | 1     | 64-bit (16x4) RAM with open collector outputs                                                                                      |                                                              |
| 74290    | 1     | decade counter (separate divide-by-2 and divide-by-5 sections)                                                                     |                                                              |
| 74291    | 1     | 4-bit universal shift register, binary up/down counter, synchronous                                                                |                                                              |
| 74292    | 1     | programmable frequency divider/digital timer                                                                                       |                                                              |
| 74293    | 1     | 4-bit binary counter (separate divide-by-2 and divide-by-8 sections)                                                               |                                                              |
| 74294    | 1     | programmable frequency divider/digital timer                                                                                       |                                                              |
| 74295    | 1     | 4-bit bidirectional register with three-state outputs                                                                              |                                                              |
| 74297    | 1     | digital phase-locked loop filter                                                                                                   |                                                              |
| 74298    | 4     | quad 2-input multiplexer with storage                                                                                              |                                                              |
| 74299    | 1     | 8-bit bidirectional universal shift/storage register with three-state outputs                                                      | HC/HCT Lưu trữ ngày 26 tháng 5 năm 2012 tại Wayback Machine  |
| 74301    | 1     | 256-bit (256x1) random access memory with open collector output                                                                    |                                                              |
| 74309    | 1     | 1024-bit (1024x1) random access memory with open collector output                                                                  |                                                              |
| 74310    | 8     | octal buffer with Schmitt trigger inputs                                                                                           |                                                              |
| 74314    | 1     | 1024-bit random access memory |                                                              |
| 74319    | 1     | 64-bit random access memories 16x4 open collector outputs                                                                          |                                                              |
| 74320    | 1     | crystal-controlled oscillator |                                                              |
| 74321    | 1     | crystal-controlled oscillators with F/2 and F/4 count-down outputs                                                                 |                                                              |
| 74322    | 1     | 8-bit shift register with sign extend, three-state outputs                                                                         |                                                              |
| 74323    | 1     | 8-bit bidirectional universal shift/storage register with three-state outputs                                                      |                                                              |
| 74324    | 1     | voltage-controlled oscillator (or crystal controlled)                                                                              |                                                              |
| 74340    | 8     | octal buffer with Schmitt trigger inputs and three-state inverted outputs                                                          |                                                              |
| 74341    | 8     | octal buffer with Schmitt trigger inputs and three-state noninverted outputs                                                       |                                                              |
| 74344    | 8     | octal buffer with Schmitt trigger inputs and three-state noninverted outputs                                                       |                                                              |
| 74347    | 1     | BCD-to-7 segment decoders/drivers open collector outputs, low voltage version of 7447                                              |                                                              |
| 74348    | 1     | 8 to 3-line priority encoder with three-state outputs                                                                              |                                                              |
| 74350    | 1     | 4-bit shifter with three-state outputs                                                                                             |                                                              |
| 74351    | 2     | dual 8-line to 1-line data selectors/multiplexers with three-state outputs and 4 common data inputs                                |                                                              |
| 74352    | 2     | dual 4-line to 1-line data selectors/multiplexers with inverting outputs                                                           |                                                              |
| 74353    | 2     | dual 4-line to 1-line data selectors/multiplexers with inverting three-state outputs                                               |                                                              |
| 74354    | 1     | 8 to 1-line data selector/multiplexer with transparent latch, three-state outputs                                                  |                                                              |
| 74355    | 1     | 8-line to 1-line data selector/multiplexer with transparent registers, open-collector outputs                                      |                                                              |
| 74356    | 1     | 8 to 1-line data selector/multiplexer with edge-triggered register, three-state outputs                                            |                                                              |
| 74357    | 1     | 8-line to 1-line data selectors/multiplexers/edge-triggered registers, open-collector outputs                                      |                                                              |
| 74361    | 1     | bubble memory function timing generator                                                                                            |                                                              |
| 74362    | 1     | four-phase clock generator/driver                                                                                                  |                                                              |
| 74363    | 8     | octal three-state D-latches |                                                              |
| 74365    | 6     | hex buffer with noninverted three-state outputs                                                                                    | HC/HCT Lưu trữ ngày 1 tháng 5 năm 2015 tại Wayback Machine   |
| 74366    | 6     | hex buffer with inverted three-state outputs                                                                                       | HC/HCT Lưu trữ ngày 22 tháng 12 năm 2014 tại Wayback Machine |
| 74367    | 6     | hex buffer with noninverted three-state outputs                                                                                    | HC/HCT Lưu trữ ngày 15 tháng 5 năm 2012 tại Wayback Machine  |
| 74368    | 6     | hex buffer with Inverted three-state outputs                                                                                       | HC/HCT Lưu trữ ngày 15 tháng 5 năm 2012 tại Wayback Machine  |
| 74370    | 1     | 2048-bit (512x4) read-only memory with three-state outputs                                                                         |                                                              |
| 74371    | 1     | 2048-bit (256x8) read-only memory with three-state outputs                                                                         |                                                              |
| 74373    | 8     | octal transparent latch with three-state outputs                                                                                   | HC/HCT Lưu trữ ngày 21 tháng 4 năm 2015 tại Wayback Machine  |
| 741G373  | 1     | single transparent latch with three-state output                                                                                   |                                                              |
| 74374    | 8     | octal register with three-state outputs                                                                                            | HC/HCT Lưu trữ ngày 4 tháng 3 năm 2016 tại Wayback Machine   |
| 741G374  | 1     | single D-type flip-flop with three-state output                                                                                    |                                                              |
| 74375    | 4     | quad bistable latch |                                                              |
| 74376    | 4     | quad J-Not-K flip-flop with common clock and common clear                                                                          |                                                              |
| 74377    | 1     | 8-bit register with clock enable                                                                                                   | HC/HCT Lưu trữ ngày 10 tháng 10 năm 2015 tại Wayback Machine |
| 74378    | 1     | 6-bit register with clock enable                                                                                                   |                                                              |
| 74379    | 1     | 4-bit register with clock enable and complementary outputs                                                                         |                                                              |
| 74380    | 1     | 8-bit multifunction register |                                                              |
| 74381    | 1     | 4-bit arithmetic logic unit/function generator with generate and propagate outputs                                                 |                                                              |
| 74382    | 1     | 4-bit arithmetic logic unit/function generator with ripple carry and overflow outputs                                              |                                                              |
| 74384    | 1     | 8-bit by 1-bit two's complement multipliers                                                                                        |                                                              |
| 74385    | 4     | quad 4-bit adder/subtractor |                                                              |
| 74386    | 4     | quad 2-input XOR gate |                                                              |
| 74387    | 1     | 1024-bit (256x4) programmable read-only memory with open collector outputs                                                         |                                                              |
| 74388    | 1     | 4-bit register with standard and three-state outputs                                                                               |                                                              |
| 74390    | 2     | dual 4-bit decade counter | HC/HCT Lưu trữ ngày 2 tháng 5 năm 2013 tại Wayback Machine   |
| 74393    | 2     | dual 4-bit binary counter | HC/HCT Lưu trữ ngày 16 tháng 6 năm 2015 tại Wayback Machine  |
| 74395    | 1     | 4-bit universal shift register with three-state outputs                                                                            |                                                              |
| 74396    | 8     | octal storage registers, parallel access                                                                                           |                                                              |
| 74398    | 4     | quad 2-input multiplexers with storage and complementary outputs                                                                   |                                                              |
| 74399    | 4     | quad 2-input multiplexer with storage                                                                                              |                                                              |
| 74405    | 1     | 1 to 8 decoder, equivalent to Intel 8205, only found as UCY74S405 so might be non-TI number                                        |                                                              |
| 74408    | 1     | 8-bit parity tree |                                                              |
| 74412    | 1     | multi-mode buffered 8-bit latches with three-state outputs and clear                                                               |                                                              |
| 74422    | 1     | re-triggerable mono-stable multivibrators, two inputs                                                                              |                                                              |
| 74423    | 2     | dual retriggerable monostable multivibrator                                                                                        | HC/HCT Lưu trữ ngày 3 tháng 3 năm 2016 tại Wayback Machine   |
| 74424    | 1     | two-phase clock generator/driver                                                                                                   |                                                              |
| 74425    | 4     | quad gates with three-state outputs and active low enables                                                                         |                                                              |
| 74426    | 4     | quad gates with three-state outputs and active high enables                                                                        |                                                              |
| 74428    | 1     | system controller for 8080a |                                                              |
| 74436    | 1     | line driver/memory driver circuits - mos memory interface, damping output resistor                                                 |                                                              |
| 74437    | 1     | line driver/memory driver circuits - mos memory interface                                                                          |                                                              |
| 74438    | 1     | system controller for 8080a |                                                              |
| 74440    | 4     | quad tridirectional bus transceiver with noninverted open collector outputs                                                        |                                                              |
| 74441    | 4     | quad tridirectional bus transceiver with Inverted open collector outputs                                                           |                                                              |
| 74442    | 4     | quad tridirectional bus transceiver with noninverted three-state outputs                                                           |                                                              |
| 74443    | 4     | quad tridirectional bus transceiver with Inverted three-state outputs                                                              |                                                              |
| 74444    | 4     | quad tridirectional bus transceiver with Inverted and noninverted three-state outputs                                              |                                                              |
| 74445    | 1     | BCD-to-decimal decoders/drivers |                                                              |
| 74446    | 4     | quad bus transceivers with direction controls                                                                                      |                                                              |
| 74447    | 1     | BCD-to-7-segment decoders/drivers, low voltage version of 74247                                                                    |                                                              |
| 74448    | 4     | quad tridirectional bus transceiver with inverted and noninverted open collector outputs                                           |                                                              |
| 74449    | 4     | quad bus transceivers with direction controls, true outputs                                                                        |                                                              |
| 74450    | 1     | 16-to-1 multiplexer with complementary outputs                                                                                     |                                                              |
| 74451    | 2     | dual 8-to-1 multiplexer |                                                              |
| 74452    | 2     | dual decade counter, synchronous                                                                                                   |                                                              |
| 74453    | 2     | dual binary counter, synchronous                                                                                                   |                                                              |
| 74453    | 4     | quad 4-to-1 multiplexer |                                                              |
| 74454    | 2     | dual decade up/down counter, synchronous, preset input                                                                             |                                                              |
| 74455    | 2     | dual binary up/down counter, synchronous, preset input                                                                             |                                                              |
| 74456    | 1     | NBCD (Natural binary coded decimal) adder                                                                                          |                                                              |
| 74460    | 1     | bus transfer switch |                                                              |
| 74461    | 1     | 8-bit presettable binary counter with three-state outputs                                                                          |                                                              |
| 74462    | 1     | fiber-optic link transmitter |                                                              |
| 74463    | 1     | fiber-optic link receiver |                                                              |
| 74465    | 8     | octal buffer with three-state true outputs                                                                                         |                                                              |
| 74466    | 8     | octal buffers with three-state inverted outputs                                                                                    |                                                              |
| 74467    | 8     | octal buffers with three-state true outputs                                                                                        |                                                              |
| 74468    | 8     | octal buffers with three-state inverted outputs                                                                                    |                                                              |
| 74469    | 1     | 8-bit synchronous up/down counter with parallel load and hold capability                                                           |                                                              |
| 74470    | 1     | 2048-bit (256x8) programmable read-only memory with open collector outputs                                                         |                                                              |
| 74471    | 1     | 2048-bit (256x8) programmable read-only memory with three-state outputs                                                            |                                                              |
| 74472    | 1     | programmable read-only memory with open collector outputs                                                                          |                                                              |
| 74473    | 1     | programmable read-only memory with three-state outputs                                                                             |                                                              |
| 74474    | 1     | programmable read-only memory with open collector outputs                                                                          |                                                              |
| 74475    | 1     | programmable read-only memory with three-state outputs                                                                             |                                                              |
| 74481    | 1     | 4-bit slice cascadable processor elements                                                                                          |                                                              |
| 74482    | 1     | 4-bit slice expandable control elements                                                                                            |                                                              |
| 74484    | 1     | BCD-to-binary converter |                                                              |
| 74485    | 1     | binary-to-BCD converter |                                                              |
| 74490    | 2     | dual decade counter |                                                              |
| 74491    | 1     | 10-bit binary up/down counter with limited preset and three-state outputs                                                          |                                                              |
| 74498    | 1     | 8-bit bidirectional shift register with parallel inputs and three-state outputs                                                    |                                                              |
| 74508    | 1     | 8-bit multiplier/divider |                                                              |
| 74518    | 1     | 8-bit comparator with open collector output, input pull-up resistor                                                                |                                                              |
| 74519    | 1     | 8-bit comparator with open collector output                                                                                        |                                                              |
| 74520    | 1     | 8-bit comparator with inverted totem-pole output, input pull-up resistor                                                           |                                                              |
| 74521    | 1     | 8-bit comparator with inverted totem-pole output                                                                                   |                                                              |
| 74522    | 1     | 8-bit comparator with inverted open-collector output, input pull-up resistor                                                       |                                                              |
| 74526    | 1     | fuse programmable identity comparator, 16-bit                                                                                      |                                                              |
| 74527    | 1     | fuse programmable identity comparator, 8-bit + 4-bit conventional Identity comparator                                              |                                                              |
| 74528    | 1     | fuse programmable Identity comparator, 12-bit                                                                                      |                                                              |
| 74531    | 8     | octal transparent latch with 32 ma three-state outputs                                                                             |                                                              |
| 74532    | 8     | octal register with 32 ma three-state outputs                                                                                      |                                                              |
| 74533    | 1     | octal transparent latch with inverting three-state outputs                                                                         |                                                              |
| 74534    | 1     | octal register with inverting three-state outputs                                                                                  | HCT Lưu trữ ngày 14 tháng 5 năm 2012 tại Wayback Machine     |
| 74535    | 1     | octal transparent latch with inverting three-state outputs                                                                         |                                                              |
| 74536    | 1     | octal register with inverting 32 ma three-state outputs                                                                            |                                                              |
| 74537    | 1     | BCD to decimal decoder with three-state outputs                                                                                    |                                                              |
| 74538    | 1     | 1 of 8 decoder with three-state outputs                                                                                            |                                                              |
| 74539    | 2     | dual 1 of 4 decoder with three-state outputs                                                                                       |                                                              |
| 74540    | 1     | inverting octal buffer with three-state outputs                                                                                    | HC/HCT Lưu trữ ngày 3 tháng 3 năm 2016 tại Wayback Machine   |
| 74541    | 1     | non-inverting octal buffer with three-state outputs                                                                                | HC/HCT Lưu trữ ngày 6 tháng 9 năm 2015 tại Wayback Machine   |
| 74544    | 1     | non-inverting octal registered transceiver with three-state outputs                                                                |                                                              |
| 74558    | 1     | 8-bit by 8-bit multiplier with three-state outputs                                                                                 |                                                              |
| 74560    | 1     | 4-bit decade counter with three-state outputs                                                                                      |                                                              |
| 74561    | 1     | 4-bit binary counter with three-state outputs                                                                                      |                                                              |
| 74563    | 1     | 8-bit D-type transparent latch with inverting three-state outputs                                                                  | HC/HCT Lưu trữ ngày 3 tháng 3 năm 2016 tại Wayback Machine   |
| 74564    | 1     | 8-bit D-type edge-triggered register with inverting three-state outputs                                                            | HC Lưu trữ ngày 15 tháng 5 năm 2012 tại Wayback Machine      |
| 74568    | 1     | decade up/down counter with three-state outputs                                                                                    |                                                              |
| 74569    | 1     | binary up/down counter with three-state outputs                                                                                    |                                                              |
| 74573    | 1     | octal D-type transparent latch with three-state outputs                                                                            | HC/HCT Lưu trữ ngày 26 tháng 2 năm 2015 tại Wayback Machine  |
| 74574    | 1     | octal D-type edge-triggered flip-flop with three-state outputs                                                                     | HC/HCT Lưu trữ ngày 20 tháng 5 năm 2015 tại Wayback Machine  |
| 74575    | 1     | octal D-type flip-flop with synchronous clear, three-state outputs                                                                 |                                                              |
| 74576    | 1     | octal D-type flip-flop with inverting three-state outputs                                                                          |                                                              |
| 74577    | 1     | octal D-type flip-flop with synchronous clear, inverting three-state outputs                                                       |                                                              |
| 74580    | 1     | octal transceiver/latch with inverting three-state outputs                                                                         |                                                              |
| 74589    | 1     | 8-bit shift register with input latch, three-state outputs                                                                         |                                                              |
| 74590    | 1     | 8-bit binary counter with output registers and three-state outputs                                                                 | HC Lưu trữ ngày 16 tháng 6 năm 2015 tại Wayback Machine      |
| 74591    | 1     | 8-bit binary counters with output registers, open-collector outputs                                                                |                                                              |
| 74592    | 1     | 8-bit binary counter with input registers                                                                                          |                                                              |
| 74593    | 1     | 8-bit binary counter with input registers and three-state outputs                                                                  |                                                              |
| 74594    | 1     | 8-bit shift registers with output latches                                                                                          | HC/HCT Lưu trữ ngày 24 tháng 8 năm 2015 tại Wayback Machine  |
| 74595    | 1     | 8-bit shift registers with output latches, three-state parallel outputs                                                            | HC/HCT Lưu trữ ngày 16 tháng 2 năm 2015 tại Wayback Machine  |
| 74596    | 1     | 8-bit shift registers with output latches, open-collector parallel outputs                                                         |                                                              |
| 74597    | 1     | 8-bit shift registers with input latches                                                                                           | HC/HCT Lưu trữ ngày 4 tháng 3 năm 2016 tại Wayback Machine   |
| 74598    | 1     | 8-bit shift register with input latches                                                                                            |                                                              |
| 74599    | 1     | 8-bit shift registers with output latches, open-collector outputs                                                                  |                                                              |
| 74600    | 1     | dynamic memory refresh controller, transparent and burst modes, for 4K or 16K drams                                                |                                                              |
| 74601    | 1     | dynamic memory refresh controller, transparent and burst modes, for 64K drams                                                      |                                                              |
| 74602    | 1     | dynamic memory refresh controller, cycle steal and burst modes, for 4K or 16K drams                                                |                                                              |
| 74603    | 1     | dynamic memory refresh controller, cycle steal and burst modes, for 64K drams                                                      |                                                              |
| 74604    | 1     | octal 2-input multiplexer with latch, high-speed, with three-state outputs                                                         |                                                              |
| 74605    | 1     | latch, high-speed, with open collector outputs                                                                                     |                                                              |
| 74606    | 1     | octal 2-input multiplexer with latch, glitch-free, with three-state outputs                                                        |                                                              |
| 74607    | 1     | octal 2-input multiplexer with latch, glitch-free, with open collector outputs                                                     |                                                              |
| 74608    | 1     | memory cycle controller |                                                              |
| 74610    | 1     | memory mapper, latched, three-state outputs                                                                                        |                                                              |
| 74611    | 1     | memory mapper, latched, open collector outputs                                                                                     |                                                              |
| 74612    | 1     | memory mapper, three-state outputs                                                                                                 |                                                              |
| 74613    | 1     | memory mapper, open collector outputs                                                                                              |                                                              |
| 74618    | 1     | Schmitt trigger positive-nand gates with totem-pole outputs                                                                        |                                                              |
| 74619    | 1     | Schmitt trigger inverters with totem-pole outputs                                                                                  |                                                              |
| 74620    | 1     | octal bus transceiver, inverting, three-state outputs                                                                              |                                                              |
| 74621    | 1     | octal bus transceiver, noninverting, open collector outputs                                                                        |                                                              |
| 74622    | 1     | octal bus transceiver, inverting, open collector outputs                                                                           |                                                              |
| 74623    | 1     | octal bus transceiver, noninverting, three-state outputs                                                                           |                                                              |
| 74624    | 1     | voltage-controlled oscillator with enable control, range control, two-phase outputs                                                |                                                              |
| 74625    | 2     | dual voltage-controlled oscillator with two-phase outputs                                                                          |                                                              |
| 74626    | 2     | dual voltage-controlled oscillator with enable control, two-phase outputs                                                          |                                                              |
| 74627    | 2     | dual voltage-controlled oscillator                                                                                                 |                                                              |
| 74628    | 1     | voltage-controlled oscillator with enable control, range control, external temperature compensation, and two-phase outputs         |                                                              |
| 74629    | 2     | dual voltage-controlled oscillator with enable control, range control                                                              |                                                              |
| 74630    | 1     | 16-bit error detection and correction (EDAC) with three-state outputs                                                              |                                                              |
| 74631    | 1     | 16-bit error detection and correction with open collector outputs                                                                  |                                                              |
| 74632    | 1     | 32-bit parallel error detection and correction, three-state outputs, byte-write                                                    |                                                              |
| 74633    | 1     | 32-bit parallel error detection and correction, open-collector outputs, byte-write                                                 |                                                              |
| 74634    | 1     | 32-bit parallel error detection and correction, three-state outputs                                                                |                                                              |
| 74635    | 1     | 32-bit parallel error detection and correction, open-collector outputs                                                             |                                                              |
| 74638    | 1     | octal bus transceiver with inverting three-state outputs                                                                           |                                                              |
| 74639    | 1     | octal bus transceiver with noninverting three-state outputs                                                                        |                                                              |
| 74640    | 1     | octal bus transceiver with inverting three-state outputs                                                                           | HC/HCT Lưu trữ ngày 24 tháng 12 năm 2012 tại Wayback Machine |
| 74641    | 1     | octal bus transceiver with noninverting open collector outputs                                                                     |                                                              |
| 74642    | 1     | octal bus transceiver with inverting open collector outputs                                                                        |                                                              |
| 74643    | 1     | octal bus transceiver with mix of inverting and noninverting three-state outputs                                                   |                                                              |
| 74644    | 1     | octal bus transceiver with mix of inverting and noninverting open collector outputs                                                |                                                              |
| 74645    | 1     | octal bus transceiver |                                                              |
| 74646    | 1     | octal bus transceiver/latch/multiplexer with noninverting three-state outputs                                                      |                                                              |
| 74647    | 1     | octal bus transceiver/latch/multiplexer with noninverting open collector outputs                                                   |                                                              |
| 74648    | 1     | octal bus transceiver/latch/multiplexer with inverting three-state outputs                                                         |                                                              |
| 74649    | 1     | octal bus transceiver/latch/multiplexer with inverting open collector outputs                                                      |                                                              |
| 74651    | 1     | octal bus transceiver/register with inverting three-state outputs                                                                  |                                                              |
| 74652    | 1     | octal bus transceiver/register with noninverting three-state outputs                                                               | HC/HCT Lưu trữ ngày 14 tháng 5 năm 2012 tại Wayback Machine  |
| 74653    | 1     | octal bus transceiver/register with inverting three-state and open collector outputs                                               |                                                              |
| 74654    | 1     | octal bus transceiver/register with noninverting three-state and open collector outputs                                            |                                                              |
| 74658    | 1     | octal bus transceiver with parity, inverting                                                                                       |                                                              |
| 74659    | 1     | octal bus transceiver with parity, noninverting                                                                                    |                                                              |
| 74664    | 1     | octal bus transceiver with parity, inverting                                                                                       |                                                              |
| 74665    | 1     | octal bus transceiver with parity, noninverting                                                                                    |                                                              |
| 74668    | 1     | synchronous 4-bit decade up/down counter                                                                                           |                                                              |
| 74669    | 1     | synchronous 4-bit binary up/down counter                                                                                           |                                                              |
| 74670    | 1     | 4 by 4 register file with three-state outputs                                                                                      | HC/HCT Lưu trữ ngày 4 tháng 3 năm 2016 tại Wayback Machine   |
| 74671    | 1     | 4-bit bidirectional shift register/latch/multiplexer with three-state outputs                                                      |                                                              |
| 74672    | 1     | 4-bit bidirectional shift register/latch/multiplexer with three-state outputs                                                      |                                                              |
| 74673    | 1     | 16-bit serial-in serial-out shift register with output storage registers, three-state outputs                                      |                                                              |
| 74674    | 1     | 16-bit parallel-in serial-out shift register with three-state outputs                                                              |                                                              |
| 74677    | 1     | 16-bit address comparator with enable                                                                                              |                                                              |
| 74678    | 1     | 16-bit address comparator with latch                                                                                               |                                                              |
| 74679    | 1     | 12-bit address comparator with latch                                                                                               |                                                              |
| 74680    | 1     | 12-bit address comparator with enable                                                                                              |                                                              |
| 74681    | 1     | 4-bit parallel binary accumulator                                                                                                  |                                                              |
| 74682    | 1     | 8-bit magnitude comparator |                                                              |
| 74683    | 1     | 8-bit magnitude comparator with open collector outputs                                                                             |                                                              |
| 74684    | 1     | 8-bit magnitude comparator |                                                              |
| 74685    | 1     | 8-bit magnitude comparator with open collector outputs                                                                             |                                                              |
| 74686    | 1     | 8-bit magnitude comparator with enable                                                                                             |                                                              |
| 74687    | 1     | 8-bit magnitude comparator with enable                                                                                             |                                                              |
| 74688    | 1     | 8-bit equality comparator | HC/HCT Lưu trữ ngày 6 tháng 11 năm 2015 tại Wayback Machine  |
| 74689    | 1     | 8-bit magnitude comparator with open collector outputs                                                                             |                                                              |
| 74690    | 1     | 4-bit decimal counter/latch/multiplexer with asynchronous reset, three-state outputs                                               |                                                              |
| 74691    | 1     | 4-bit binary counter/latch/multiplexer with asynchronous reset, three-state outputs                                                |                                                              |
| 74692    | 1     | 4-bit decimal counter/latch/multiplexer with synchronous reset, three-state outputs                                                |                                                              |
| 74693    | 1     | 4-bit binary counter/latch/multiplexer with synchronous reset, three-state outputs                                                 |                                                              |
| 74694    | 1     | 4-bit decimal counter/latch/multiplexer with synchronous and asynchronous resets, three-state outputs                              |                                                              |
| 74695    | 1     | 4-bit binary counter/latch/multiplexer with synchronous and asynchronous resets, three-state outputs                               |                                                              |
| 74696    | 1     | 4-bit decimal counter/register/multiplexer with asynchronous reset, three-state outputs                                            |                                                              |
| 74697    | 1     | 4-bit binary counter/register/multiplexer with asynchronous reset, three-state outputs                                             |                                                              |
| 74698    | 1     | 4-bit decimal counter/register/multiplexer with synchronous reset, three-state outputs                                             |                                                              |
| 74699    | 1     | 4-bit binary counter/register/multiplexer with synchronous reset, three-state outputs                                              |                                                              |
| 74716    | 1     | programmable decade counter |                                                              |
| 74718    | 1     | programmable binary counter |                                                              |
| 74724    | 1     | voltage-controlled multivibrator                                                                                                   |                                                              |
| 74740    | 1     | octal buffer/Line driver, inverting, three-state outputs                                                                           |                                                              |
| 74741    | 1     | octal buffer/line driver, noninverting, three-state outputs, mixed enable polarity                                                 |                                                              |
| 74744    | 1     | octal buffer/line driver, noninverting, three-state outputs                                                                        |                                                              |
| 74748    | 1     | 8 to 3-line priority encoder |                                                              |
| 74779    | 1     | 8-bit bidirectional binary counter (three-state)                                                                                   |                                                              |
| 74783    | 1     | synchronous address multiplexer |                                                              |
| 74790    | 1     | error detection and correction (EDAC)                                                                                              |                                                              |
| 74794    | 1     | 8-bit register with readback |                                                              |
| 74795    | 1     | octal buffer with three-state outputs                                                                                              |                                                              |
| 74796    | 1     | octal buffer with three-state outputs                                                                                              |                                                              |
| 74797    | 1     | octal buffer with three-state outputs                                                                                              |                                                              |
| 74798    | 1     | octal buffer with three-state outputs                                                                                              |                                                              |
| 74804    | 6     | hex 2-input NAND drivers |                                                              |
| 74805    | 6     | hex 2-input NOR drivers |                                                              |
| 74808    | 6     | hex 2-input AND drivers |                                                              |
| 74822    | 1     | 10-bit bus interface flip-flop with three-state outputs                                                                            |                                                              |
| 74832    | 6     | hex 2-input OR drivers |                                                              |
| 74848    | 1     | 8 to 3-line priority encoder with three-state outputs                                                                              |                                                              |
| 74857    | 6     | hex 2-line to 1-line multiplexer with three-state outputs                                                                          |                                                              |
| 74873    | 1     | octal transparent latch |                                                              |
| 74874    | 1     | octal D-type flip-flop |                                                              |
| 74876    | 1     | octal D-type flip-flop with inverting outputs                                                                                      |                                                              |
| 74878    | 2     | dual 4-bit D-type flip-flop with synchronous clear, noninverting three-state outputs                                               |                                                              |
| 74879    | 2     | dual 4-bit D-type flip-flop with synchronous clear, inverting three-state outputs                                                  |                                                              |
| 74880    | 1     | octal transparent latch with inverting outputs                                                                                     |                                                              |
| 74881    | 1     | arithmetic logic unit |                                                              |
| 74882    | 1     | 32-bit lookahead carry generator                                                                                                   |                                                              |
| 74888    | 1     | 8-bit slice processor |                                                              |
| 74901    | 6     | hex inverting TTL buffer |                                                              |
| 74902    | 6     | hex non-inverting TTL buffer |                                                              |
| 74903    | 6     | hex inverting CMOS buffer |                                                              |
| 74904    | 6     | hex non-inverting CMOS buffer |                                                              |
| 74905    | 1     | 12-bit successive approximation register                                                                                           |                                                              |
| 74906    | 6     | hex open drain n-channel buffers                                                                                                   |                                                              |
| 74907    | 6     | hex open drain p-channel buffers                                                                                                   |                                                              |
| 74908    | 2     | dual CMOS 30 V relay driver |                                                              |
| 74909    | 4     | quad voltage comparator |                                                              |
| 74910    | 1     | 256x1 CMOS static RAM |                                                              |
| 74911    | 1     | 4-digit expandable display controller                                                                                              |                                                              |
| 74912    | 1     | 6-digit BCD display controller and driver                                                                                          | C                                                            |
| 74914    | 6     | hex Schmitt trigger with extended input voltage                                                                                    |                                                              |
| 74915    | 1     | 7-segment to BCD decoder |                                                              |
| 74917    | 1     | 6-digit hex display controller and driver                                                                                          | C Lưu trữ ngày 4 tháng 3 năm 2016 tại Wayback Machine        |
| 74918    | 2     | dual CMOS 30 V relay driver |                                                              |
| 74920    | 1     | 256x4 CMOS static RAM |                                                              |
| 74921    | 1     | 256x4 CMOS static RAM |                                                              |
| 74922    | 1     | 16-key encoder |                                                              |
| 74923    | 1     | 20-key encoder |                                                              |
| 74925    | 1     | 4-digit counter/display driver | C                                                            |
| 74926    | 1     | 4-digit decade counter/display driver with carry out and latch (up to 9999)                                                        | C                                                            |
| 74927    | 1     | 4-digit timer counter/display driver (up to 9599, intended as time elapsed)                                                        | C                                                            |
| 74928    | 1     | 4-digit counter/display driver (up to 1999)                                                                                        | C                                                            |
| 74929    | 1     | 1024x1 CMOS static RAM |                                                              |
| 74930    | 1     | 1024x1 CMOS static RAM |                                                              |
| 74932    | 1     | phase comparator |                                                              |
| 74933    | 1     | address bus comparator |                                                              |
| 74934    | 1     | =ADC0829 ADC, see corresponding NSC datasheet                                                                                      |                                                              |
| 74935    | 1     | 3.5-digit digital voltmeter (DVM) support chip for multiplexed 7-segment displays                                                  |                                                              |
| 74936    | 1     | 3.75-digit digital voltmeter (DVM) support chip for multiplexed 7-segment displays                                                 |                                                              |
| 74937    | 1     | =ADC3511 ADC, see corresponding NSC datasheet                                                                                      |                                                              |
| 74938    | 1     | =ADC3711 ADC, see corresponding NSC datasheet                                                                                      |                                                              |
| 74941    | 1     | octal bus/line drivers/line receivers                                                                                              |                                                              |
| 74945    | 1     | 4-digit up/down counter with decoder and driver                                                                                    |                                                              |
| 74947    | 1     | 4-digit up/down counter with decoder and driver                                                                                    |                                                              |
| 74948    | 1     | =ADC0816 ADC, see corresponding NSC datasheet                                                                                      |                                                              |
| 74949    | 1     | =ADC0808 ADC, see corresponding NSC datasheet                                                                                      |                                                              |
| 741005   | 6     | hex inverting buffer with open-collector output                                                                                    |                                                              |
| 741035   | 6     | hex noninverting buffers with open-collector outputs                                                                               |                                                              |
| 742960   | 1     | error detection and correction (EDAC)                                                                                              |                                                              |
| 742961   | 1     | edac bus buffer, inverting |                                                              |
| 742962   | 1     | edac bus buffer, noninverting |                                                              |
| 742968   | 1     | dynamic memory controller |                                                              |
| 742969   | 1     | memory timing controller for use with EDAC                                                                                         |                                                              |
| 742970   | 1     | memory timing controller for use without EDAC                                                                                      |                                                              |
| 741G3208 | 1     | single 3-input OR-AND gate; |                                                              |
| 744002   | 2     | dual 4-input NOR gate | HC/HCT Lưu trữ ngày 5 tháng 11 năm 2015 tại Wayback Machine  |
| 744015   | 2     | dual 4-bit shift registers | HC/HCT Lưu trữ ngày 15 tháng 5 năm 2012 tại Wayback Machine  |
| 744016   | 4     | quad bilateral switch | HC/HCT Lưu trữ ngày 12 tháng 5 năm 2013 tại Wayback Machine  |
| 744017   | 1     | 5-stage ÷10 Johnson counter | HC/HCT Lưu trữ ngày 28 tháng 5 năm 2015 tại Wayback Machine  |
| 744020   | 1     | 14-stage binary counter | HC/HCT Lưu trữ ngày 22 tháng 12 năm 2014 tại Wayback Machine |
| 744024   | 1     | 7-stage ripple carry binary counter                                                                                                | HC Lưu trữ ngày 21 tháng 3 năm 2015 tại Wayback Machine      |
| 744028   | 1     | BCD to decimal decoder |                                                              |
| 744040   | 1     | 12-stage binary ripple counter | HC/HCT Lưu trữ ngày 29 tháng 5 năm 2015 tại Wayback Machine  |
| 744046   | 1     | phase-locked loop and voltage-controlled oscillator                                                                                | HC/HCT Lưu trữ ngày 22 tháng 11 năm 2010 tại Wayback Machine |
| 744049   | 6     | hex inverting buffer | HC Lưu trữ ngày 4 tháng 3 năm 2016 tại Wayback Machine       |
| 744050   | 6     | hex buffer/converter (non-inverting)                                                                                               | HC Lưu trữ ngày 1 tháng 5 năm 2015 tại Wayback Machine       |
| 744051   | 1     | high-speed CMOS 8-channel analog multiplexer/demultiplexer                                                                         | HC/HCT Lưu trữ ngày 30 tháng 4 năm 2015 tại Wayback Machine  |
| 744052   | 2     | dual 4-channel analog multiplexer/demultiplexers                                                                                   | HC/HCT Lưu trữ ngày 10 tháng 10 năm 2015 tại Wayback Machine |
| 744053   | 3     | triple 2-channel analog multiplexer/demultiplexers                                                                                 | HC/HCT Lưu trữ ngày 1 tháng 5 năm 2015 tại Wayback Machine   |
| 744059   | 1     | programmable divide-by-N counter                                                                                                   | HC/HCT Lưu trữ ngày 20 tháng 1 năm 2013 tại Wayback Machine  |
| 744060   | 1     | 14-stage binary ripple counter with oscillator                                                                                     | HC/HCT Lưu trữ ngày 4 tháng 3 năm 2016 tại Wayback Machine   |
| 744066   | 4     | quad bilateral switches | HC/HCT Lưu trữ ngày 28 tháng 5 năm 2015 tại Wayback Machine  |
| 744067   | 1     | 16-channel analog multiplexer/demultiplexer                                                                                        | HC/HCT Lưu trữ ngày 13 tháng 2 năm 2015 tại Wayback Machine  |
| 744075   | 3     | triple 3-input OR gate | HC/HCT Lưu trữ ngày 22 tháng 11 năm 2010 tại Wayback Machine |
| 744078   | 1     | 8-input OR/NOR gate | HC                                                           |
| 744094   | 1     | 8-bit three-state shift register/latch                                                                                             | HC/HCT Lưu trữ ngày 5 tháng 5 năm 2015 tại Wayback Machine   |
| 744316   | 4     | quad analog switch | HC/HCT Lưu trữ ngày 28 tháng 2 năm 2013 tại Wayback Machine  |
| 744351   | 1     | 8-channel analog multiplexer/demultiplexer with latch                                                                              | HC/HCT Lưu trữ ngày 28 tháng 5 năm 2016 tại Wayback Machine  |
| 744353   | 3     | triple 2-channel analog multiplexer/demultiplexer with latch                                                                       | HC/HCT Lưu trữ ngày 4 tháng 3 năm 2016 tại Wayback Machine   |
| 744511   | 1     | BCD to 7-segment decoder | HC/HCT Lưu trữ ngày 12 tháng 5 năm 2013 tại Wayback Machine  |
| 744514   | 1     | 4-to-16 line decoder/demultiplexer with input latches                                                                              | HC/HCT Lưu trữ ngày 21 tháng 4 năm 2015 tại Wayback Machine  |
| 744520   | 2     | dual 4-bit synchronous binary counter                                                                                              | HC/HCT Lưu trữ ngày 15 tháng 5 năm 2012 tại Wayback Machine  |
| 744538   | 2     | dual retriggerable precision monostable multivibrator                                                                              | HC/HCT Lưu trữ ngày 12 tháng 4 năm 2013 tại Wayback Machine  |
| 747007   | 6     | hex buffer |                                                              |
| 747014   | 6     | hex Schmitt trigger non-inverting buffer                                                                                           | HC Lưu trữ ngày 21 tháng 4 năm 2015 tại Wayback Machine      |
| 747266   | 4     | quad 2-input XNOR gate | HC Lưu trữ ngày 12 tháng 5 năm 2012 tại Wayback Machine      |
| 7411244  | 6     | octal buffer/driver with 3-state outputs                                                                                           | AC                                                           |
| 7429841  | 1     | 10-bit bus-interface D-type latch with three-state outputs                                                                         |                                                              |
| 7440103  | 1     | presettable 8-bit synchronous down counter                                                                                         | HC Lưu trữ ngày 16 tháng 6 năm 2015 tại Wayback Machine      |
| 7440105  | 1     | 4-bit by 16-word FIFO register | HC/HCT Lưu trữ ngày 4 tháng 3 năm 2016 tại Wayback Machine   |